# Soanne

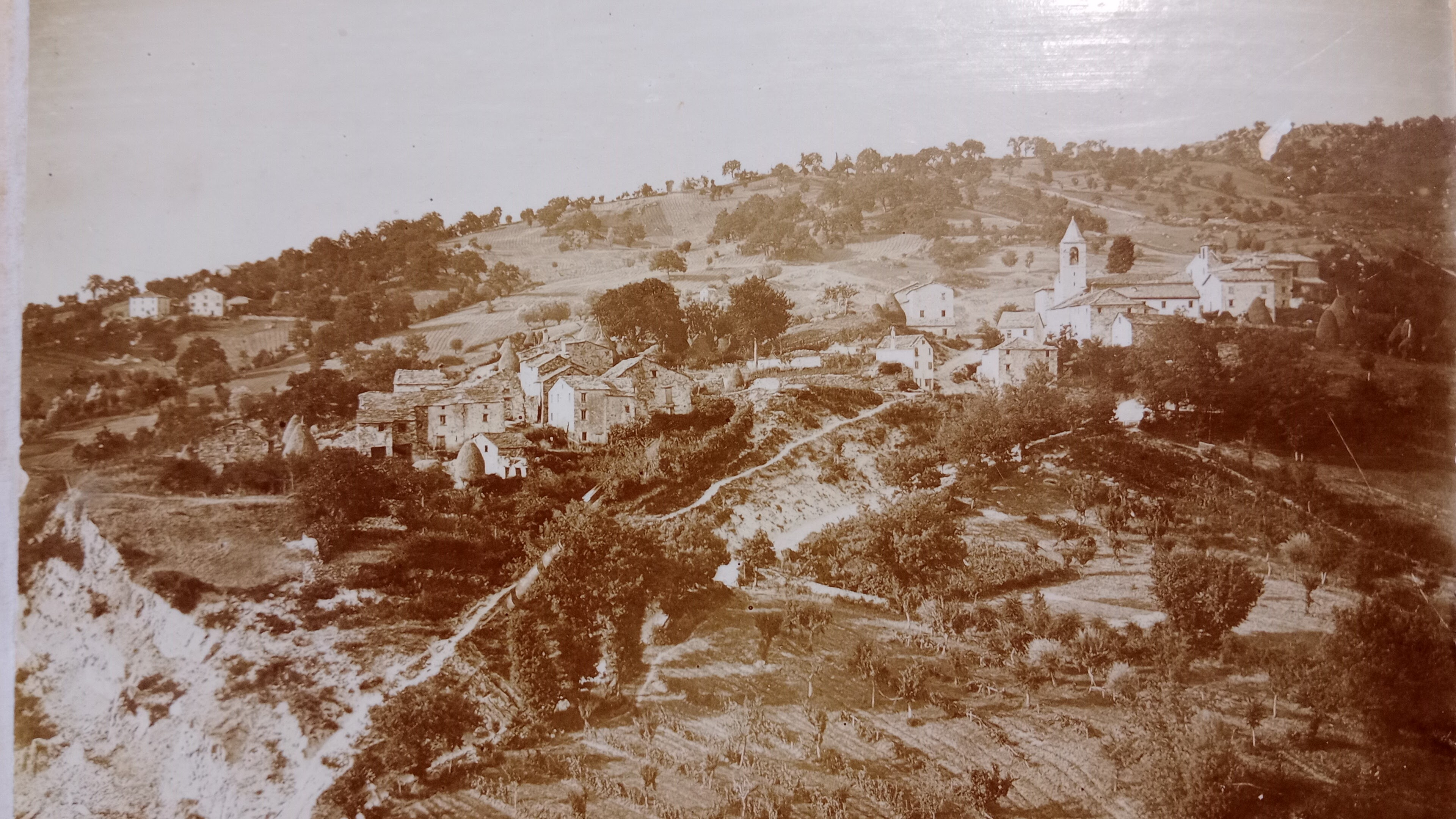
Soanne nei primi decenni del 1900

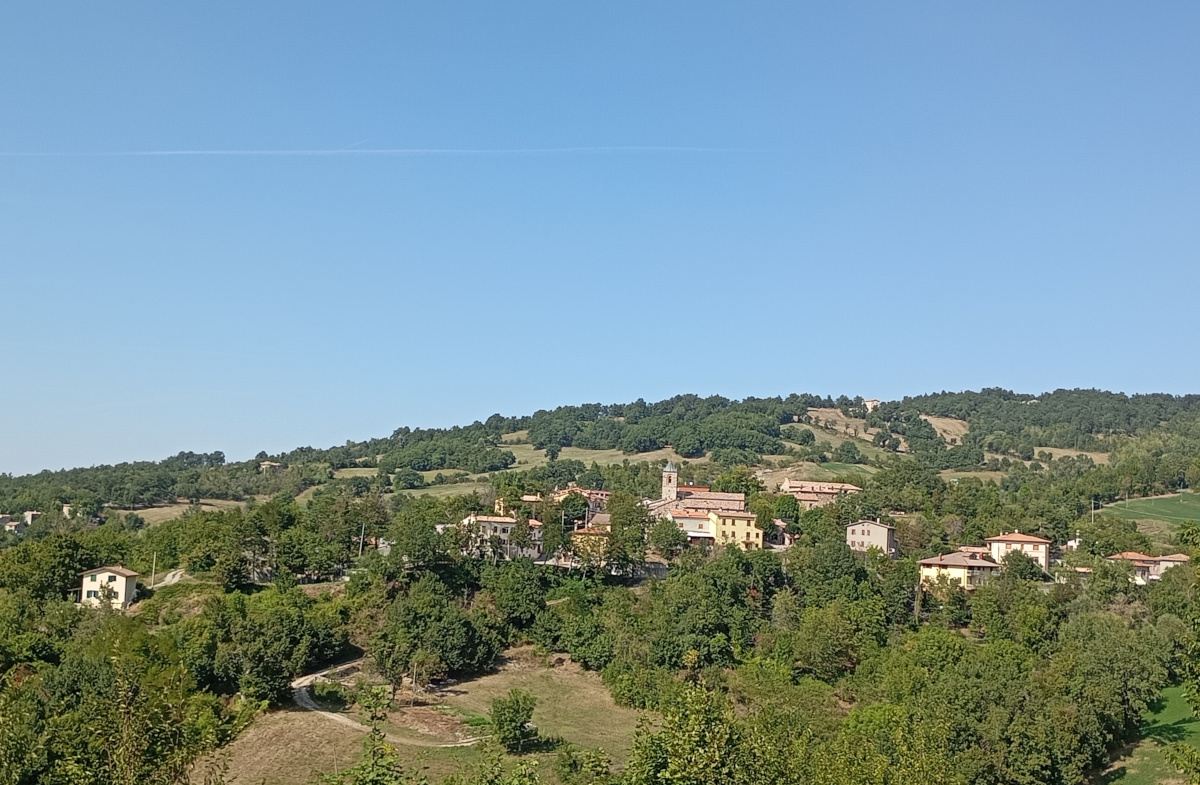
Soanne nel 2024

Soanne è una frazione del comune di Pennabilli, posta a 674 m di quota nel monte Carpegna, fa parte del comune di Pennabilli, provincia di Rimini, regione Emilia-Romagna.
Posto ai confini tra Emilia-Romagna e Marche (di cui faceva parte fino al 2009) è un paese montano dell'Appennino Tosco-Romagnolo, dalle vicine pendici nasce il torrente Prena che, più a valle confluisce nel fiume Marecchia.
La popolazione residente è circa 140 abitanti comprese le vicine borgate di Cermitosa, Poggio Elia, Monte Calbo, Moleto, Poggioli e Cavidale.
L'economia è prettamente agricola, le colture principali sono: grano, erba medica e orzo.
Nei pressi si trova il lago di Andreuccio, chiamato anche "lago di Soanne", un invaso artificiale costruito negli anni '70 come luogo di svago per turisti. Nel lago si pratica la pesca sportiva.
Non si conosco le origini di Soanne, le prime notizie storiche risalgano ad un documento risalente all'anno 962 in cui l'imperatore Ottone I lo concesse in feudo ad Uldarico Carpegna. Nei secoli successivi fu conteso dalle signorie di Montefeltro, Malatesta e i conti Oliva.
Una croce posta nella piazzetta del paese ricorda il passaggio nel 1828 di san Gaspare del Bufalo per le "missioni" (un periodo di predicazione).